# Marianne de la Jeunesse
La Marianne de la Jeunesse est un timbre postal d'usage courant français, disponible depuis juillet 2013, cosigné par Olivia Ciappa et David Kawena. Elle succède à la Marianne et l'Europe avant d'être remplacée par Marianne l'engagée en 2018.

## Contexte
Le 14 juillet 2013, François Hollande, président de la République, dévoile au palais de l'Élysée le nouveau timbre du quinquennat. Il a choisi le visuel de la Marianne qui incarne ce nouveau timbre parmi les trois timbres finalistes désignés par des lycéens en mars 2013. Le timbre retenu est co-signé par Olivier Ciappa et David Kawena.
Depuis le début de la Cinquième République, chaque nouveau président de la République choisit une nouvelle représentation de Marianne pour illustrer le timbre destiné à l’affranchissement du courrier courant à destination de la France, de l’Europe et du reste du monde,.

## Genèse
Pour François Hollande, ce timbre est ainsi l’illustration de la jeunesse,.
Le timbre est inspiré de la bande dessinée américaine des années 1950, des mangas des années 1980 et de plusieurs modèles féminins.

## Carrière

### Polémique autour de l'utilisation de l'image d'Inna Chevtchenko

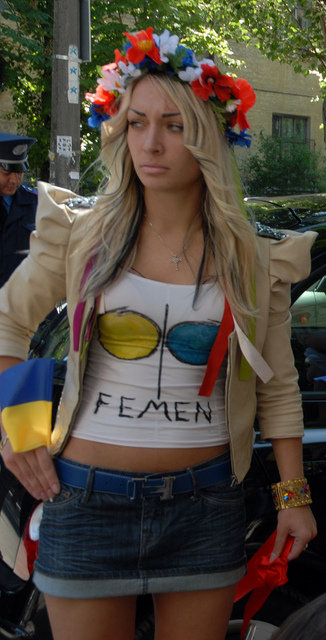
Inna Chevtchenko fait partie des sources d'inspiration des créateurs du timbre Marianne de la jeunesse.

Selon Olivia Ciappa, le dessin s'inspire aussi d'Inna Chevtchenko, une des fondatrices du mouvement Femen. Certaines de ses déclarations sur le sujet sont contradictoires, Inna Shevchenko est tantôt source d'inspiration principale (« J'ai choisi Inna Chevtchenko comme modèle, après des jours et des jours d'essais et de recherches. Elle incarne le mieux les valeurs de la République, liberté, égalité, fraternité. »), tantôt source d'inspiration parmi d'autres.

« En mélangeant plusieurs styles artistiques différents allant de la Renaissance, la bande dessinée, le manga ou les films de Walt Disney, j'ai donné à ma Marianne un aspect unique où plus aucun trait de mes inspirations n'est reconnaissable. Qui pourra y déceler Inna Chevtchenko, Marion Cotillard, Christiane Taubira ou encore Roselyne Bachelot ? Absolument personne. Pourquoi ? Parce que le personnage est à l'arrivée inédit. Parce que mes inspirations m'appartiennent au même titre que les musiques que j'ai écoutées en créant ce timbre, les tableaux ou les sculptures que j'ai pu contempler sans forcément savoir qu'ils figureraient dans le morphing final. Que je décide de les partager sur Twitter n'en fait pas un timbre Femen pour autant »

— Olivier Ciappa
Les détracteurs du mariage homosexuel, dont Christine Boutin et le Parti chrétien-démocrate réagissent vivement à l'annonce des sources d'inspiration supposées de ce timbre. Ce dernier appelle au boycott du timbre,.
Inna Chevtchenko indique s’être réjouie de ce nouveau symbole officiel de la France notamment via Twitter : « Désormais, tous les homophobes, extrémistes, fascistes devront lécher mon cul pour envoyer une lettre ».
En février 2014, David Kawena a indiqué par l'intermédiaire de son avocat qu'Inna Chevtchenko, dont il ignorait l'existence, n'est aucunement sa source d'inspiration,.

### Polémique autour de la paternité du dessin original
Seule Olivia Ciappa s'est publiquement exprimée à propos de la polémique autour de la source d'inspiration supposée. Les dessins illustrant, ces interventions ne créditaient pas David Kawena, très peu cité par Olivia Ciappa. En février 2014, l'avocat de David Kawena a indiqué que son client portait plainte afin d'être reconnu comme unique auteur graphique de ce timbre, Ciappa étant seulement chargé selon lui de représenter les intérêts et les affaires de M. Kawena en France. Olivia Ciappa a confirmé sur des réseaux sociaux que seul David Kawena a produit des dessins, mais se revendique comme co-créatrice de ce timbre.